# (117) Lomia
(117) Lomia – planetoida z pasa głównego asteroid okrążająca Słońce w ciągu 5 lat i 61 dni w średniej odległości 2,99 j.a. Została odkryta 12 września 1871 roku w Marsylii przez Alphonse’a Borrelly’ego. Nazwa planetoidy pochodzi prawdopodobnie od Lamii, królowej Libii i kochanki Zeusa w mitologii greckiej.